# Share (CoCoのアルバム)
『Share』（シェア）は、CoCoの4枚目のオリジナル・アルバム。1992年3月25日にポニーキャニオンから発売された。

## 解説
- 本アルバム以降続く、各メンバーのソロ曲が収録されていることが特徴。ソロデビュー前のメンバーはコンサートのソロコーナーで収録曲を歌唱することが多かった。
- オリコン最高位13位を記録した。

## 収録曲
1. さよなら [4:26]
作詞：和泉ゆかり／作曲：山口美央子／編曲：澤近泰輔
  - ラジオ『CoCo5カラットのロマンス』のエンディングに使用された。
2. お願いHOLD ME TIGHT [3:57]
作詞：和泉ゆかり／作曲：都志見隆／編曲：十川知司
  - 「夢だけ見てる」のカップリング曲。
3. 行かないで夏休み [5:24]
歌：大野幹代
作詞：和泉ゆかり／作曲・編曲：羽田一郎
4. 無言のファルセット [5:05]
歌：羽田恵理香
作詞：森由里子／作曲：いしいめぐみ／編曲：有賀啓雄
5. 笑顔でNo-Side [4:06]
歌：宮前真樹
作詞：及川眠子／作曲・編曲：羽田一郎
6. あなたといた季節 [4:04]
歌：三浦理恵子
作詞：及川眠子／作曲：MAYUMI／編曲：亀田誠治
7. 何かが道をやってくる [3:53]
歌：瀬能あづさ
作詞：森本抄夜子／作曲：いしいめぐみ／編曲：有賀啓雄
8. ひまわり [4:48]
作詞：和泉ゆかり／作曲：馬飼野康二／編曲：米光亮
9. 夢だけ見てる（album version） [5:19]
作詞：森本抄夜子／作曲：朝倉紀幸／編曲：十川知司
10. 同じ星の上で… [4:51]
作詞：森本抄夜子／作曲：岡本朗／編曲：有賀啓雄

## カバー
無言のファルセット
- 中島愛 - アルバム『ラブリー・タイム・トラベル』（2019年1月28日発売）に収録。アレンジはKai Takahashi、コーラスはNegiccoが担当[1]。